# La casa del terror (pel·lícula de 2019)
La casa del terror (originalment en anglès, Haunt) és una pel·lícula slasher estatunidenca del 2019 escrita i dirigida per Scott Beck i Bryan Woods. És protagonitzada per Katie Stevens, Will Brittain, Lauryn McClain, Andrew Caldwell, Shazi Raja i Shuyler Helford. Ambientada en una nit de Halloween, la pel·lícula segueix un grup d'amics que es troben amb una casa embruixada "extrema" que promet alimentar-se de les seves pors més fosques. La nit es torna mortal quan s'adonen que alguns malsons són reals. Es va estrenar la versió doblada al català el 12 d'agost de 2022 a TV3.
La casa del terror es va exhibir per primer cop al Popcorn Frights Film Festival el 8 d'agost de 2019 i es va estrenar internacionalment al FrightFest el 23 d'agost de 2019. Va tenir un llançament limitat el 13 de setembre de 2019 i va recaptar 2,4 milions de dòlars a tot el món.

## Sinopsi
La Harper, una adolescent que acaba de trencar amb el seu xicot, decideix anar a una festa amb les seves amigues la nit de Halloween. Tot i que la cosa no pinta gaire bé, aviat entaula conversa amb un jove que desperta el seu interès. Així, acabaran ajuntant-se diversos amics que llavors decideixen entrar en una casa del terror que promet oferir-los una experiència extrema a força d'explotar les seves pors més profundes. La nit es tornarà mortal quan s'adonin que alguns dels monstres són reals.

## Repartiment
- Katie Stevens com a Harper
- Will Brittain com a Nathan
- Lauryn McClain com a Bailey
- Andrew Caldwell com a Evan
- Shazi Raja com a Angela
- Schuyler Helford com a Mallory
- Chaney Morrow com a Ghost
- Justin Marxen com a Clown
- Damian Maffei com a Devil
- Samuel Hunt com a Sam